# Telmatophilus typhae
Telmatophilus typhae är en skalbaggsart som först beskrevs av Carl Fredrik Fallén 1802.  Telmatophilus typhae ingår i släktet Telmatophilus, och familjen fuktbaggar. Arten är reproducerande i Sverige.